# NGC 6948
NGC 6948 је спирална галаксија у сазвежђу Индијанац која се налази на NGC листи објеката дубоког неба.
Деклинација објекта је - 53° 21' 26" а ректасцензија 20h 43m 28,9s. Привидна величина (магнитуда) објекта NGC 6948 износи 12,9 а фотографска магнитуда 13,8. Налази се на удаљености од 74,703 милиона парсека од Сунца. NGC 6948 је још познат и под ознакама ESO 187-9, AM 2039-533, IRAS 20397-5332, PGC 65256.